# Aula Magna de la Universidad de Santiago
El Aula Magna de la Universidad de Santiago es una sala de conciertos ubicada en Santiago de Chile.

## Historia
El Aula Magna se construyó entre 1925 y 1930, emplazada en el patio interior de La EAO, sector conocido como la Escuela de Artes y Oficios de la Universidad de Santiago de Chile, si bien el objetivo de su creación era transformarse en una sala de teatro que albergara los eventos masivos de la época, hoy en día destaca por su buena acústica y se considerada como la "única sala de conciertos de calidad en la capital". Actualmente en este lugar se siguen convocando las actividades masivas y solemnes de la institución, además de las presentaciones gratuitas y periódicas de los elencos vocacionales de la Universidad, entre los se encuentra La Orquesta Clásica, Coro Madrigalista, Coro Universidad de Santiago y Syntagma Musicum.

## Infraestructura y ubicación
El Aula Magna, en términos materiales, se configura como cualquier otro teatro, cuenta con un espacio central, en el que se distingue claramente el lugar donde se realizan las presentaciones, escenario que puede albergar entre 90 y 100 artistas, con el espacio destinado a la ubicación de las audiencias, que cuenta con 300 butacas en platea baja y dos galerías, permitiendo una capacidad máxima de 750 personas. Cuenta con equipamiento propio de una sala con estas características, como por ejemplo camarines y sala de control. 
Sólo cuatro salas con características similares a nivel nacional, presentan condiciones adecuadas para conciertos, estas corresponden a Aula Magna Universidad de Santiago, la de la Universidad Santa María, Teatro Municipal de Viña del Mar y Teatro Regional de Talca.
Se ubica en la comuna de Estación Central,Avenida Ecuador 3659. (Recorrido virtual)

## Monumento histórico
El 12 de julio de 1986, La Escuela de Artes y Oficios (EAO), edificio donde se ubica el Aula Magna, fue declarado monumento histórico, gracias a su historia, tradición y vanguardista arquitectura para su época, construida en ladrillo, madera y fierro fundido. Siendo un hito de la revolución industrial, que divide a la arquitectura antigua de la moderna.